# Comerica Park
Comerica Park är en basebollarena i Detroit i Michigan i USA. Arenan är hemmaarena för Detroit Tigers, som spelar i American League, en av de två ligorna i Major League Baseball (MLB).
Arenan, som ersatte Tigers tidigare arena Tiger Stadium, började byggas i centrala Detroit i oktober 1997 och öppnades i april 2000, till en byggkostnad av cirka 300 miljoner dollar. Bygget finansierades av både offentliga och privata medel. Arkitektfirman Hellmuth, Obata and Kassabaum (HOK) ritade arenan efter anvisningar från Tigers ägare Mike Ilitch.
Längs gången under huvudläktaren finns ett museum, Walk of Fame, där man kan gå genom Tigers historia decennium för decennium och titta på föremål och fotografier från respektive era. Bortom center field finns vidare Monument Park, där Tigers hyllar sina gamla hjältar, bland andra Ty Cobb, med statyer. I samma del av arenan finns också en stor fontän som kan spruta vatten i takt med musik och som sätts igång när till exempel Tigers gör poäng. I arenan finns också en karusell där man åker på tigrar i stället för på hästar och ett 15 meter högt pariserhjul med tolv vagnar utformade som basebollar.
Vid Comerica Parks huvudentré finns en tigerstaty som är nästan fem meter hög. I arenan finns ytterligare åtta stora tigerstatyer, varav två står uppe på den stora resultattavlan. De senares ögon tänds när en hemmaspelare slår en homerun, samtidigt som ett rytande hörs i arenans högtalarsystem. Runt arenans ytterväggar finns 33 tigerhuvuden, vart och ett med en baseboll i munnen.
Spelplanen i Comerica Park har ett ovanligt inslag - en smal grussträng mellan pitcherkullen och hemplattan. Detta var vanligt förr i tiden, men är mycket sällsynt i moderna arenor. Ingen annan MLB-arena i bruk har en sådan grussträng.
I motsats till förra arenan Tiger Stadium anses Comerica Park gynna pitchern på slagmannens bekostnad, eftersom relativt långa slag krävs för en homerun. När Comerica Park öppnades var planen ännu större än den är i dag, men efter klagomål från spelare och supportrar flyttades homerun-staketet i left field 2003 cirka åtta meter närmare hemplattan. Inför 2023 års säsong gjordes planen mindre igen, när homerun-staketet i center field flyttades tre meter närmare hemplattan, och samtidigt sänktes höjden på staketet till sju fot, drygt två meter. Höjden hade tidigare varit upp till 13 fot, nästan fyra meter.
Namnet fick arenan efter ett sponsoravtal med banken Comerica värt 66 miljoner dollar över 30 år.
Eftersom Comerica Park efterträdde en så populär och traditionsrik arena som Tiger Stadium var förväntningarna höga när den öppnades, och den har fått en del kritik. Som ovan nämnts tyckte många att spelplanen var för stor. Vidare har man kritiserat att den övre huvudläktaren ligger för långt från spelplanen och att tak saknas över de flesta platserna. Att arenan är vänd mot sydost gör å ena sidan att många får en fin utsikt mot Detroits stadssiluett, men å andra sidan innebär det också att många får den nedåtgående solens strålar i ögonen. En del traditionalister anser slutligen att det finns för många inslag i arenan som inte har något med baseboll att göra, som karusellen och pariserhjulet.
Comerica Park var 2005 värd för MLB:s all star-match.
I Comerica Park har hållits konserter med bland andra Bruce Springsteen och E Street Band, The Rolling Stones, Bon Jovi och Eminem.
I nära anslutning till Comerica Park byggdes 2002 Ford Field, hemmaarena för Detroit Lions som spelar i National Football League (NFL).
Comerica Parks huvudresultattavla ersattes 2012. Den nya resultattavlan kännetecknas av en HDTV-bildskärm som är 557 kvadratmeter stor, flera gånger större än den föregående. Bildskärmen var när den invigdes den fjärde största i MLB.

## Fotogalleri

Comerica Parks planstorlek.
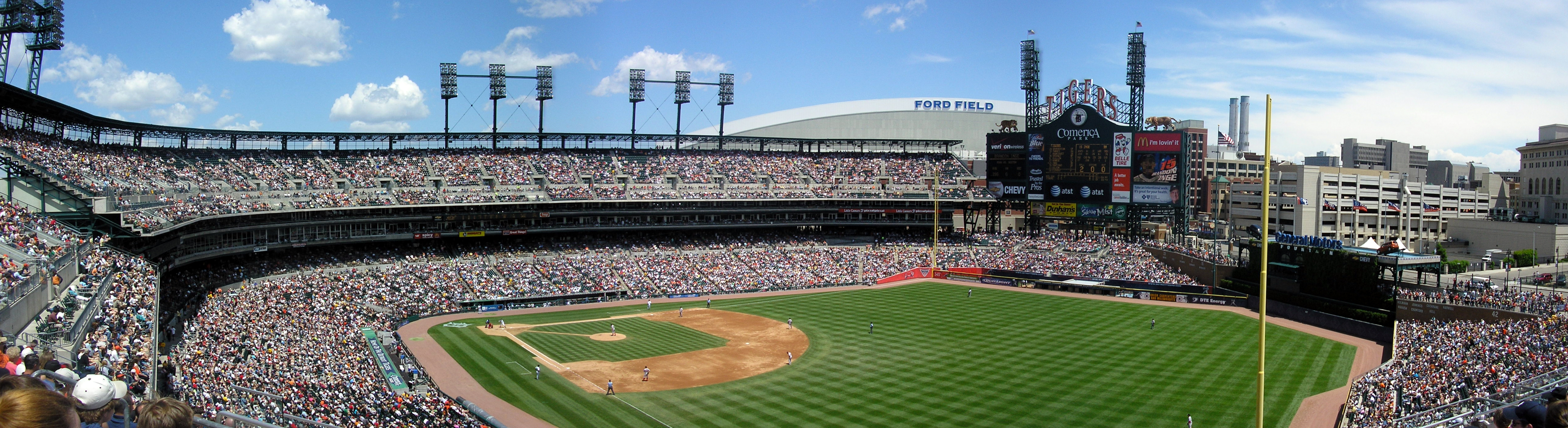
Panoramabild av Comerica Park med Ford Field i bakgrunden.
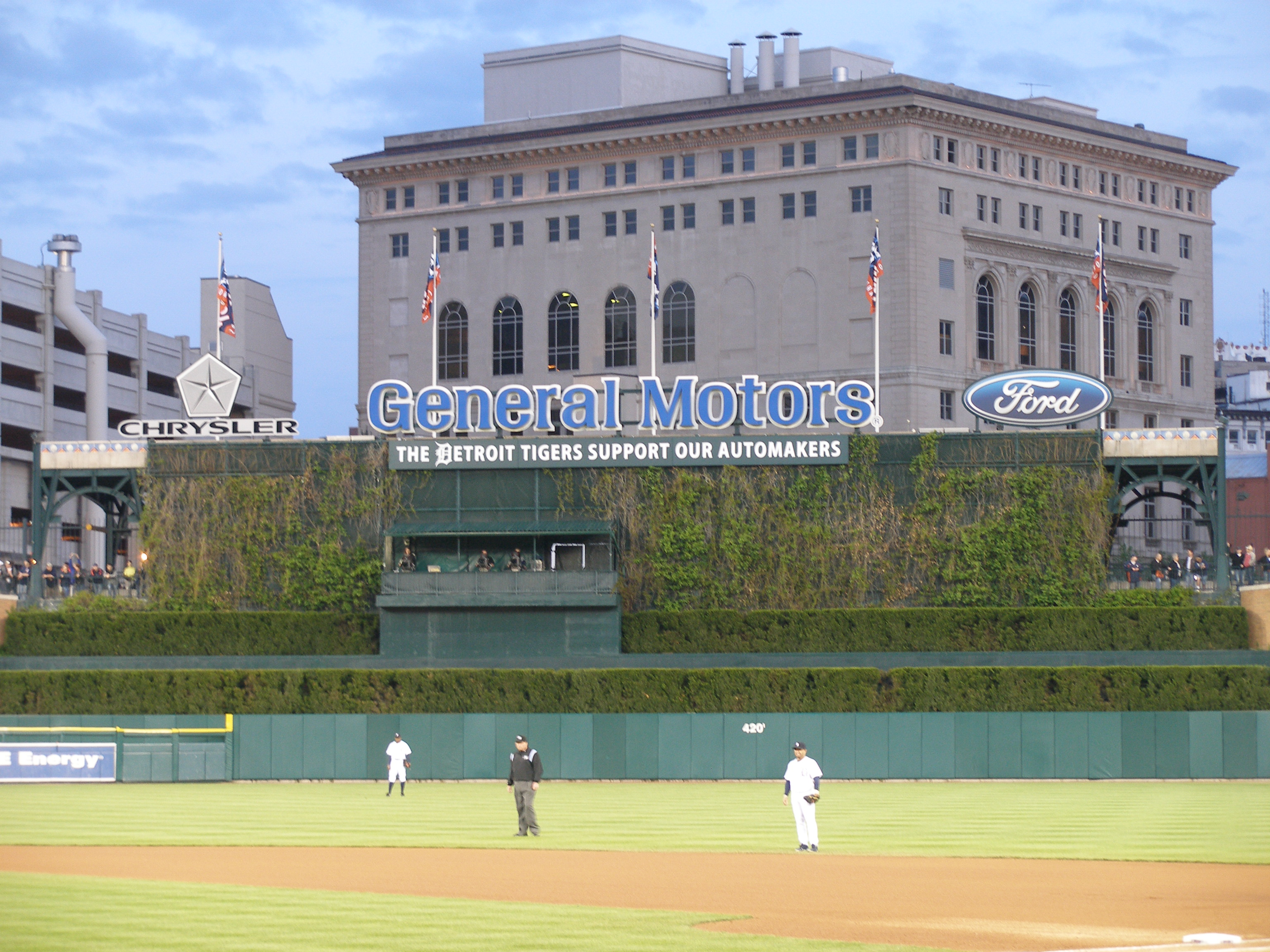
Fontänen i center field.
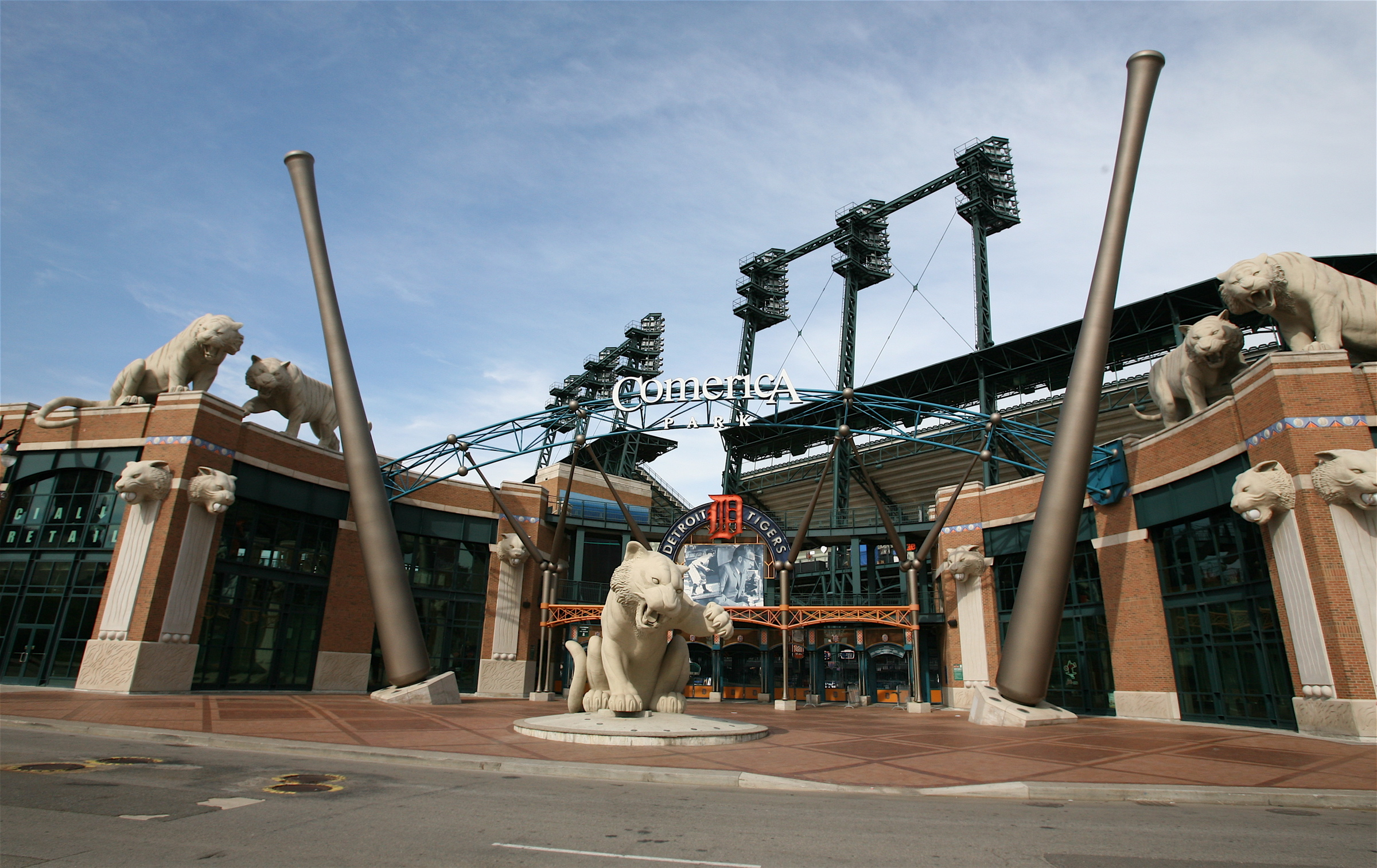
Huvudentrén.
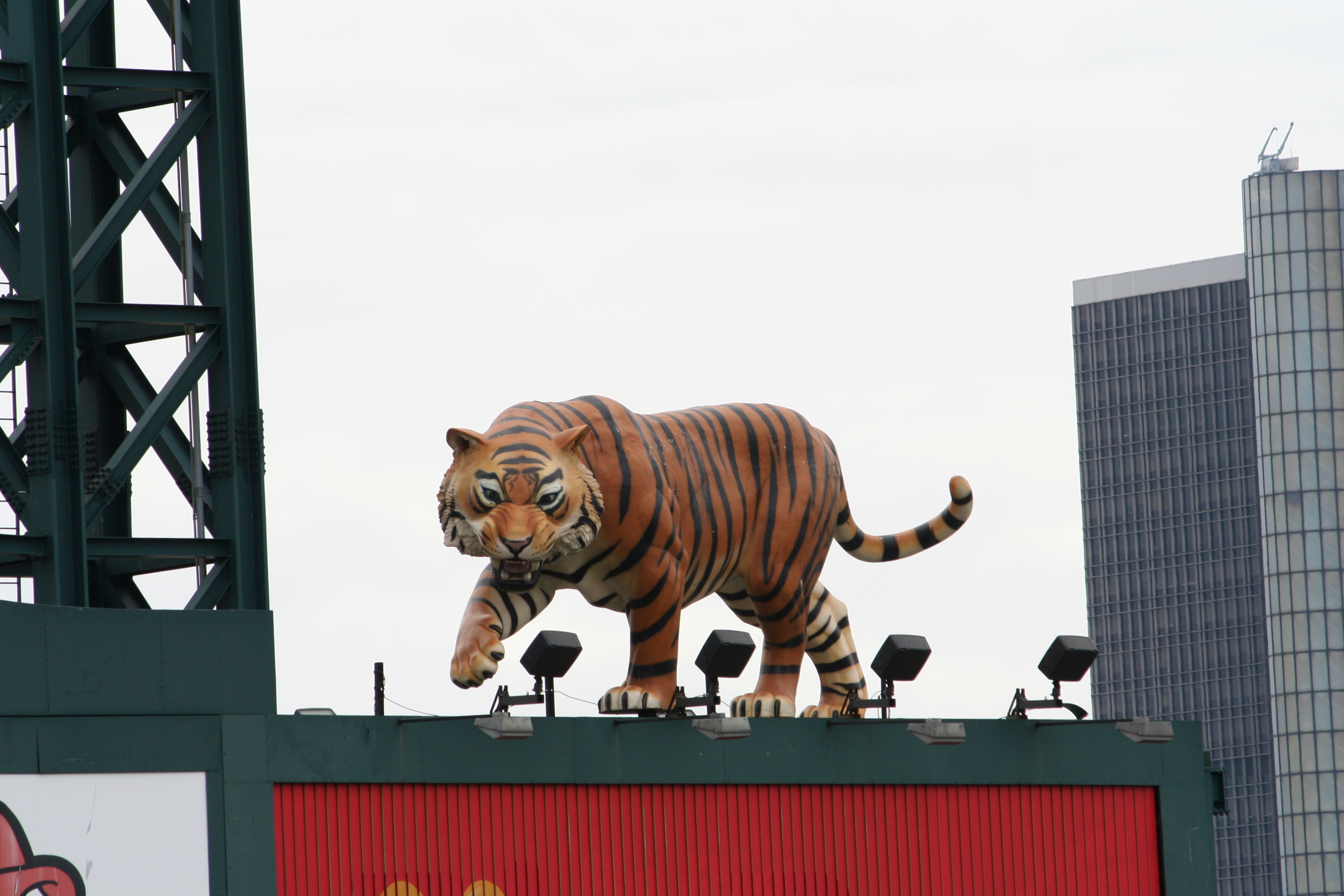
Ena tigerstatyn på resultattavlan.